# El puente de las mentiras
El puente de las mentiras es un concurso de televisión español presentado por Paula Vázquez desde el 26 de julio de 2023 hasta el 30 de agosto de 2023.

## Formato
¿Serás capaz de saber qué es verdad y qué es mentira? Paula Vázquez está al frente de este nuevo concurso donde cuatro famosos deben ser capaces de trazar su propio camino para conseguir atravesar un puente. Hay que pisar las verdades y evitar las mentiras. Con cada verdad, se acumula una cantidad de dinero que va aumentando durante el programa. Pero cada mentira se paga cara, reduciendo la mitad del dinero obtenida hasta este punto. Y cuando se pisan tres mentiras, se pierde todo el dinero acumulado y además ese jugador quedará eliminado. El premio final se destinará a una ONG. Las decisiones se han de tomar dentro de una emocionante cuenta atrás. Un botón del pánico hace que el destino de los concursantes cambie de forma inesperada. ¿Serán capaces nuestros conocidísimos concursantes de reconocer las verdades y desenmascarar las mentiras?.

## Mecánica
La mecánica de este concurso es bien sencilla. Los participantes tendrán que hacer uso de su conocimiento para cruzar un puente, que tiene 32 afirmaciones (22 verdades y 10 mentiras) y disponen de 5 minutos para hacerlo. La estrategia jugará un papel importante, aunque será necesario tener la suerte de su lado. Los concursantes deberán detectar las mentiras y esquivarlas, porque si dan un paso en falso el dinero acumulado se reducirá a la mitad, pero si se pisan tres mentiras se pierde todo el dinero y el jugador quedará eliminado. Cada verdad supondrá la suma de una cantidad de dinero que se irá duplicando en cada nueva ronda a medida que aumenta el nivel de dificultad para detectar las mentiras (50€ en la 1ª Ronda, 100€ en la 2ª Ronda, 200€ en la 3ª Ronda y 400€ en la 4ª Ronda), mientras vayan progresando se irán destapando varias opciones adyacentes y en cualquier momento pueden pisar en una de las 2 zonas de seguridad que detiene el tiempo para valorar sus opciones con más tranquilidad, y además el puente revelará una de las mentiras destapadas. En cualquier momento los integrantes pueden apretar un botón del pánico para garantizar el pase a la Ronda Final y el dinero acumulado en el momento justo en que se acciona dicho botón, pero sólo se puede utilizar una vez durante el programa. En la Ronda Final sólo juegan todos los participantes que hayan conseguido cruzar el puente durante la primera ronda, pero antes de afrontarla tendrán que tomar una decisión: Pueden añadir un jugador más a cambio de partir por la mitad el dinero acumulado, pueden sacrificar uno de los jugadores con la posibilidad de doblar el dinero o no hacer ninguna modificación y mantener la cantidad obtenida. En esta Ronda, será un único puente único para todos los jugadores, y habrá que detectar la verdad por cada nivel del puente sin que la ola te arrastre y elimina la jugada.

### Presentadora
| Presentadora  | La 1 | La 1 | Programas      |
| Presentadora  | 2023 |      | Programas      |
| ------------- | ---- | ---- | -------------- |
| Paula Vázquez |      |      | Programa 1 - 6 |

## Audiencias
| Temporada | Temporada | Episodios | Estreno             | Final                | Audiencia media | Audiencia media |
| Temporada | Temporada | Episodios | Estreno             | Final                | Espectadores    | Cuota           |
| --------- | --------- | --------- | ------------------- | -------------------- | --------------- | --------------- |
|           | 1         | 6         | 26 de julio de 2023 | 30 de agosto de 2023 | 832 000         | 8,8%            |

### Temporada 1
| Programa | Famosos                 | Famosos         | Famosos           | Famosos           | Día de emisión | Audiencia         |
| -------- | ----------------------- | --------------- | ----------------- | ----------------- | -------------- | ----------------- |
| 1        | Cayetana Guillén Cuervo | Rodrigo Vázquez | Amaya Valdemoro   | Miki Nadal        | 26/07/2023     | 986 000 (10,1%)   |
| 2        | Toni Acosta             | Dafne Fernández | Edgar Vittorino   | Antonio Molero    | 02/08/2023     | 885 000 (9,2%)    |
| 3        | José Mercé              | Raquel Revuelta | Sharonne          | Valeria Ros       | 09/08/2023     | 696 000 (7,7%)    |
| 4        | Joan Capdevila          | Patricia Conde  | Jose Manuel Pinto | Susi Caramelo     | 16/08/2023     | 677 000 (7,5%)    |
| 5        | Soraya Arnelas          | Rafael Sánchez  | María Escoté      | Falete            | 23/08/2023     | 711 000 (7,8%)    |
| 6        | Ana Garcés              | Manuel Regueiro | Andrea del Río    | Antonio Velázquez | 30/08/2023     | 1 036 000 (10,5%) |

     Líder en su franja horaria.